# Specie di Kleinia
Elenco delle 55 specie di  Kleinia:

## A
- Kleinia abyssinica (A.Rich.) A.Berger
- Kleinia amaniensis  A.Berger
- Kleinia anteuphorbium (L.) DC.

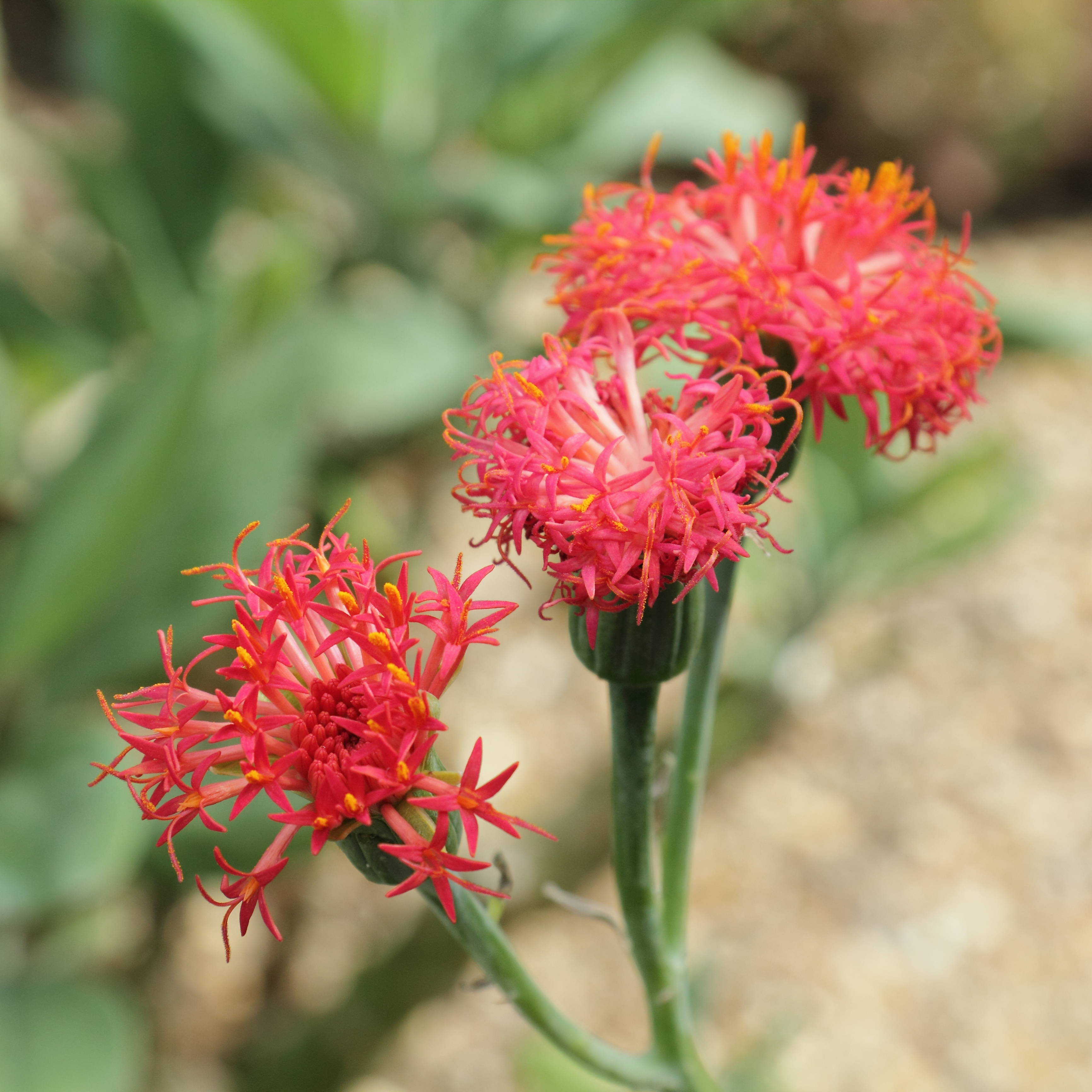
Kleinia abyssinica
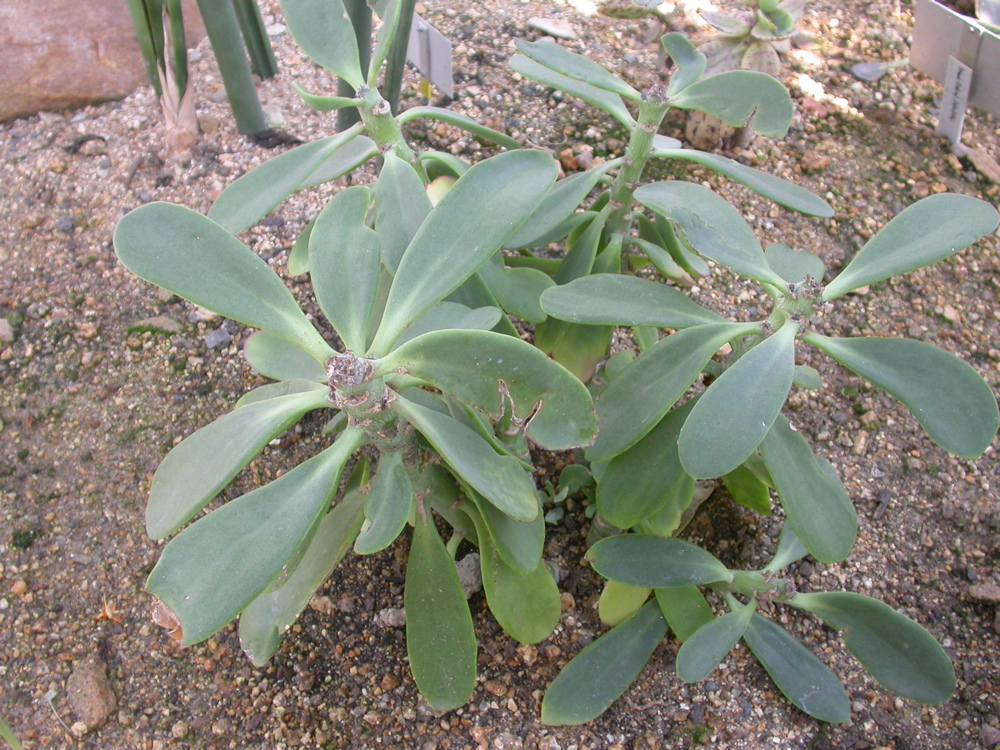
Kleinia amaniensis
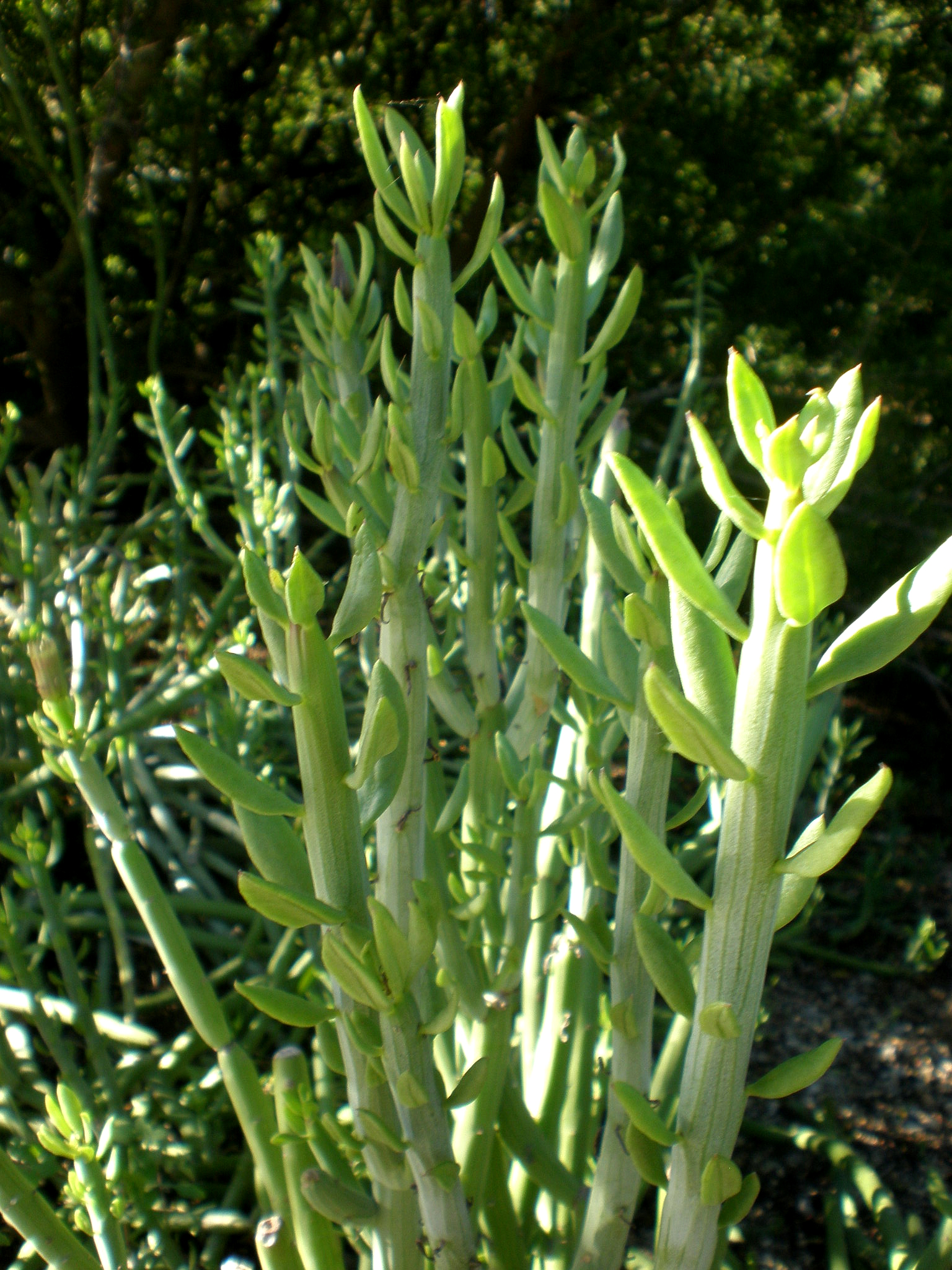
Kleinia anteuphorbium

## B
- Kleinia barbertonica (Klatt) Burtt Davy
- Kleinia breviscapa  DC.

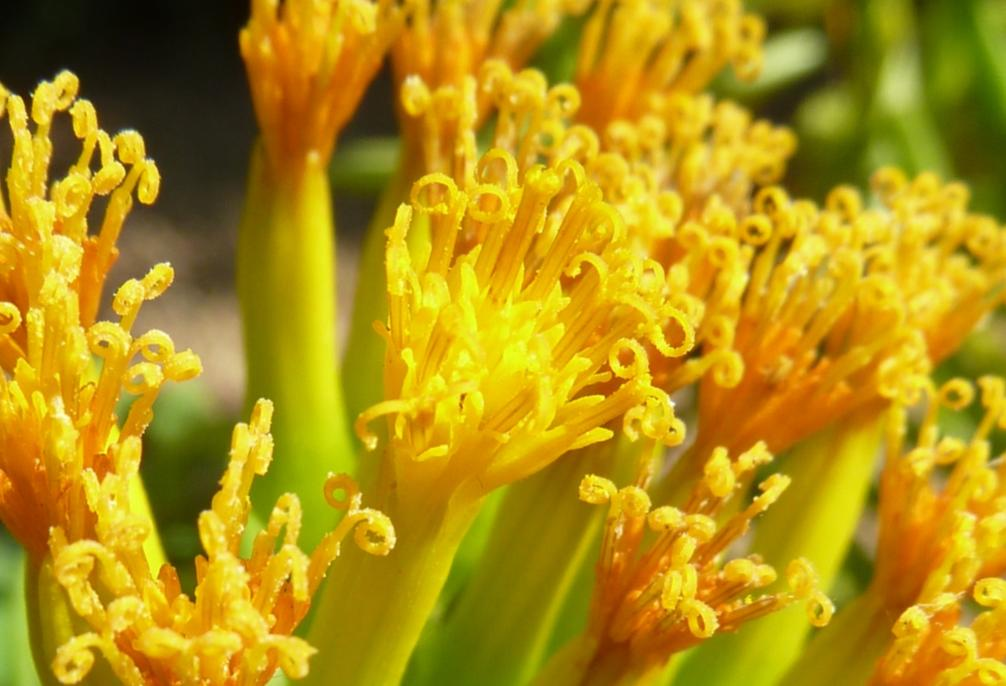
Kleinia barbertonica

## C
- Kleinia caespitosa  Thulin
- Kleinia cephalophora  Compton
- Kleinia chimanimaniensis  van Jaarsv.
- Kleinia cliffordiana (Hutch.) C.D.Adams
- Kleinia curvata  Thulin

## D
- Kleinia deflersii (O.Schwartz) P.Halliday
- Kleinia descoingsii  C.Jeffrey
- Kleinia dolichocoma  C.Jeffrey

## F - G
- Kleinia fulgens  Hook.f.
- Kleinia galpinii  Hook.f.
- Kleinia gracilis  Thulin
- Kleinia grandiflora (Wall. ex DC.) N.Rani
- Kleinia grantii  Hook.f.
- Kleinia gregorii (S.Moore) C.Jeffrey

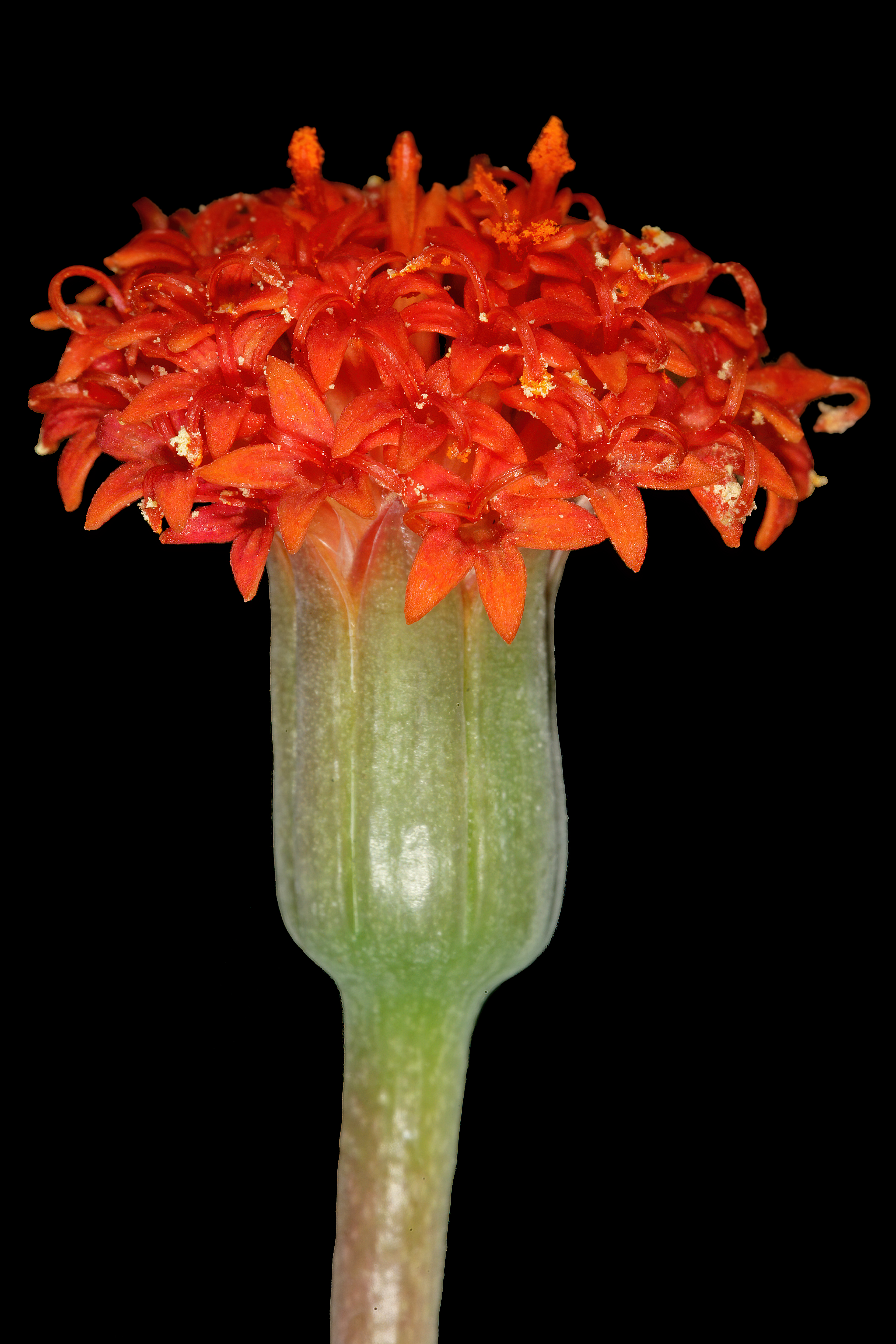
Kleinia fulgens
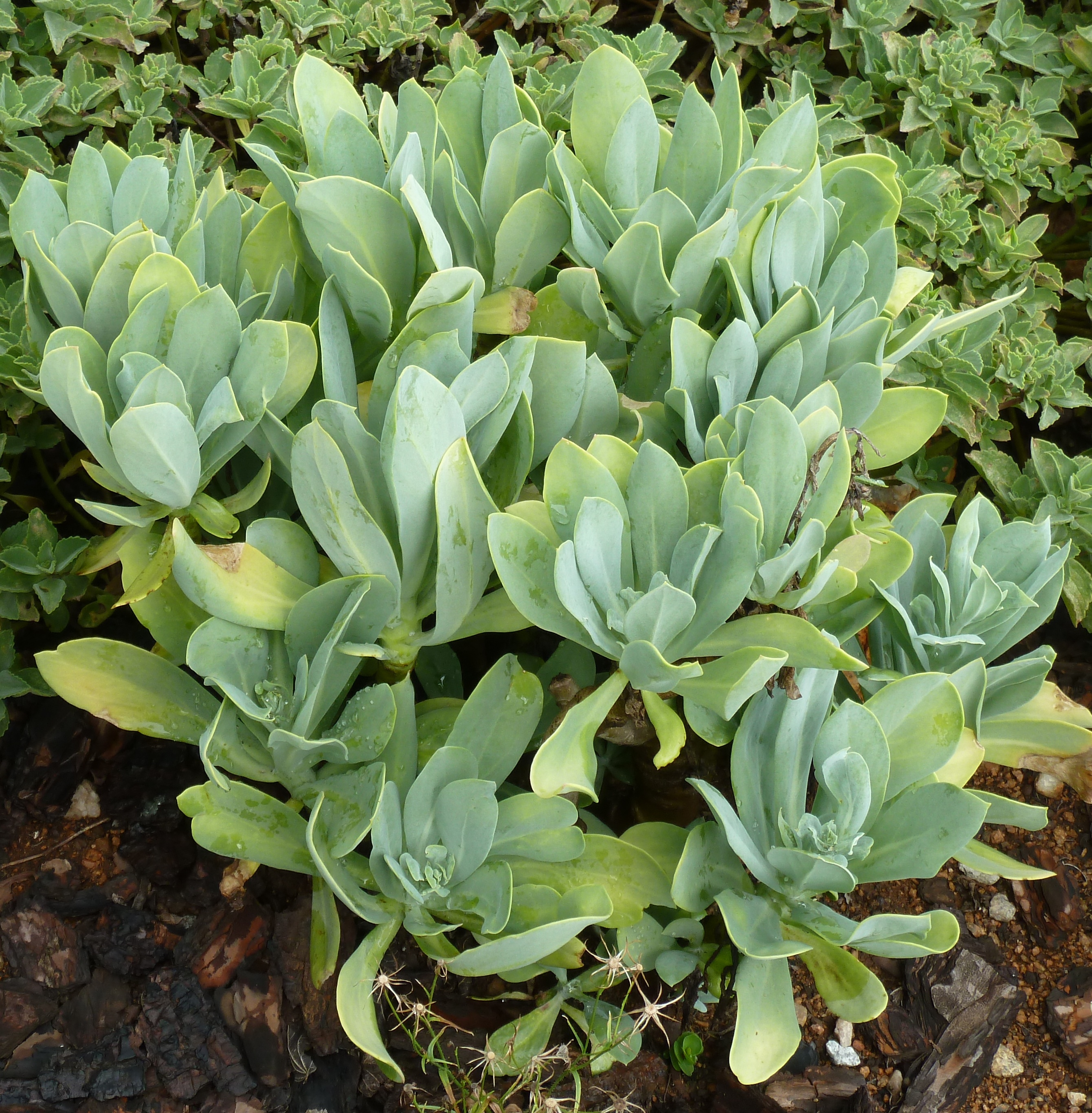
Kleinia galpinii
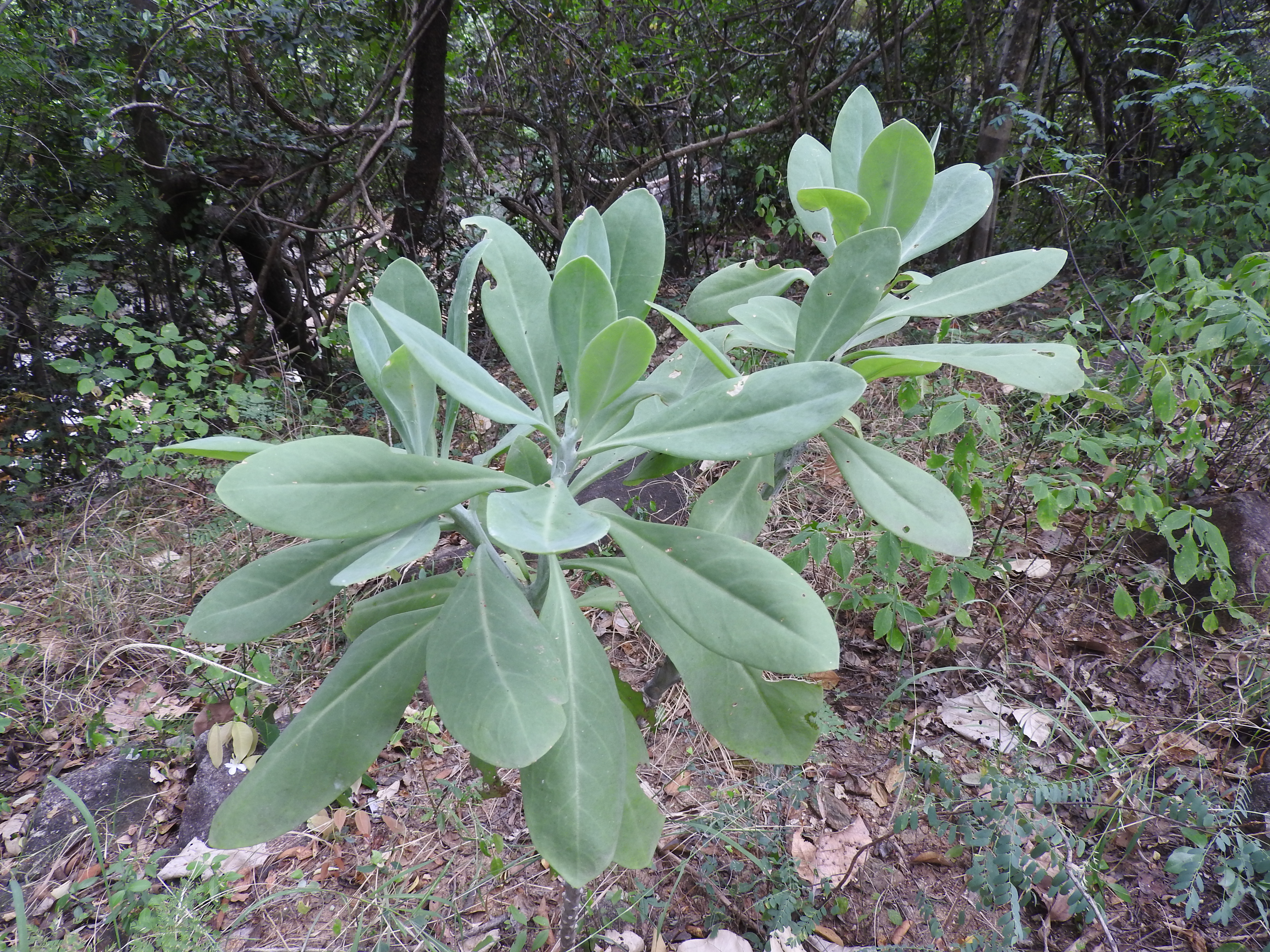
Kleinia grandiflora
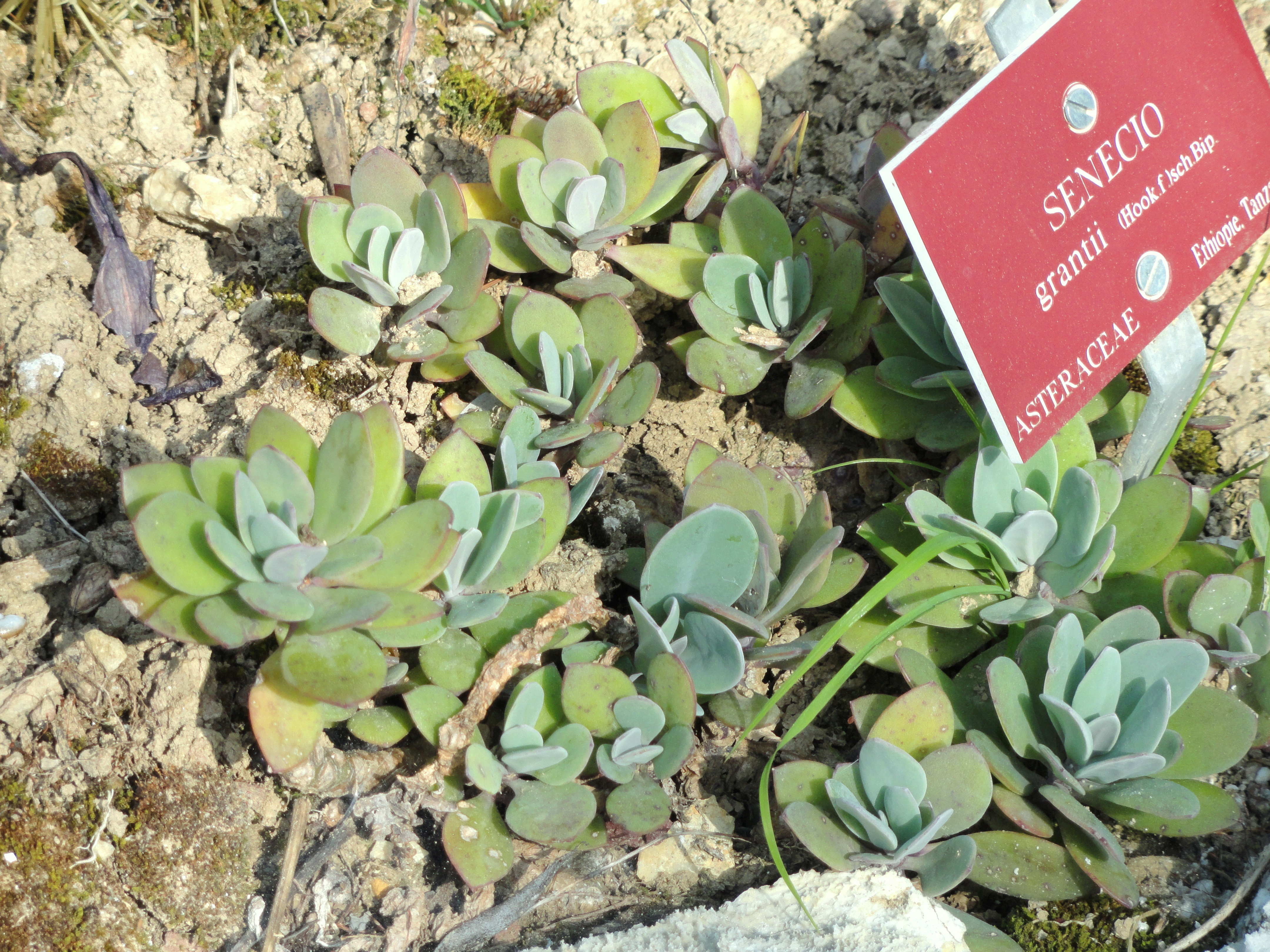
Kleinia grantii
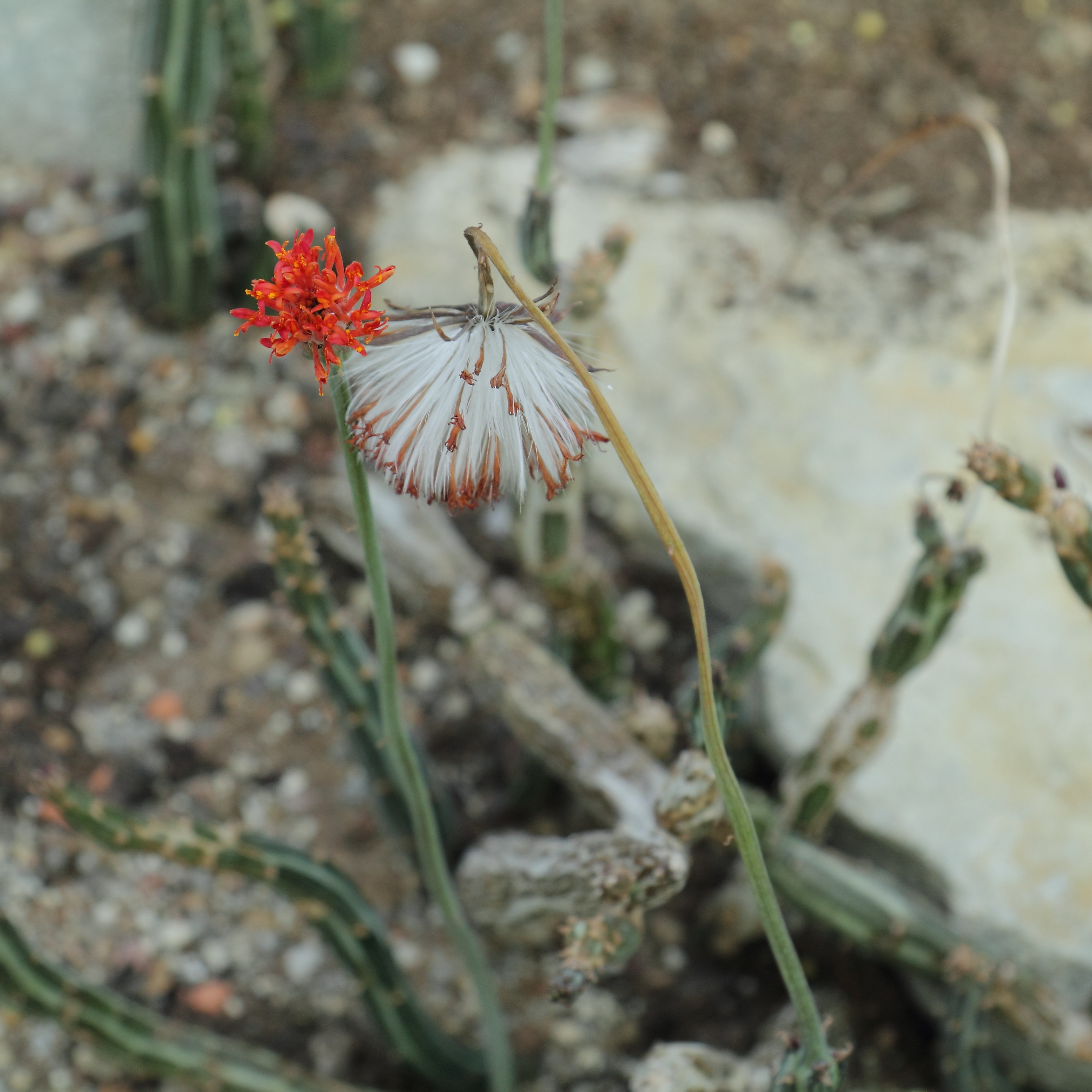
Kleinia gregorii

## I
- Kleinia implexa (P.R.O.Bally) C.Jeffrey
- Kleinia isabellae  Dioli & Mesfin

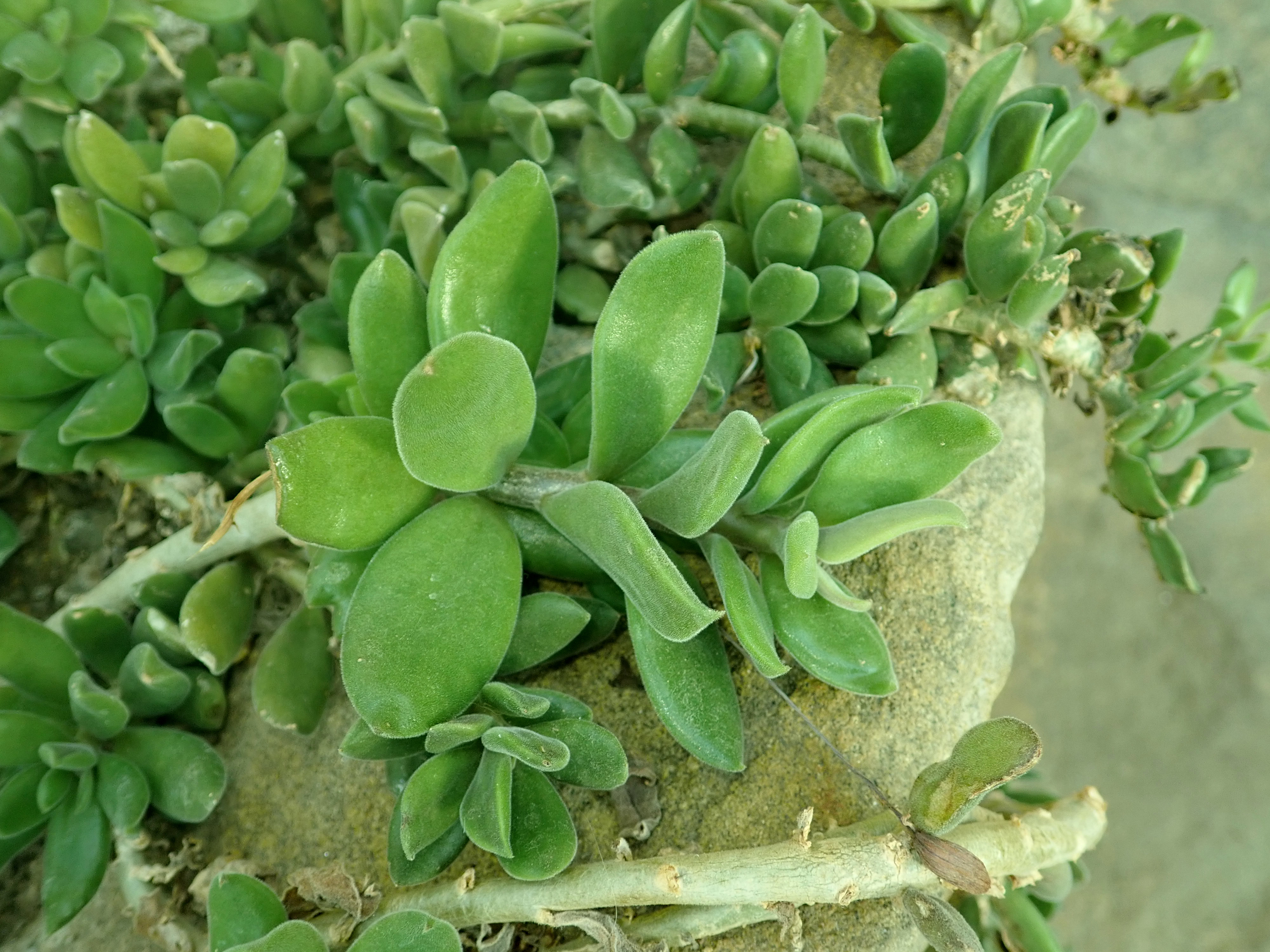
Kleinia implexa

## K - L
- Kleinia kleinioides (Sch.Bip.) M.Taylor
- Kleinia leptophylla  C.Jeffrey
- Kleinia longiflora  DC.
- Kleinia lunulata (Chiov.) Thulin

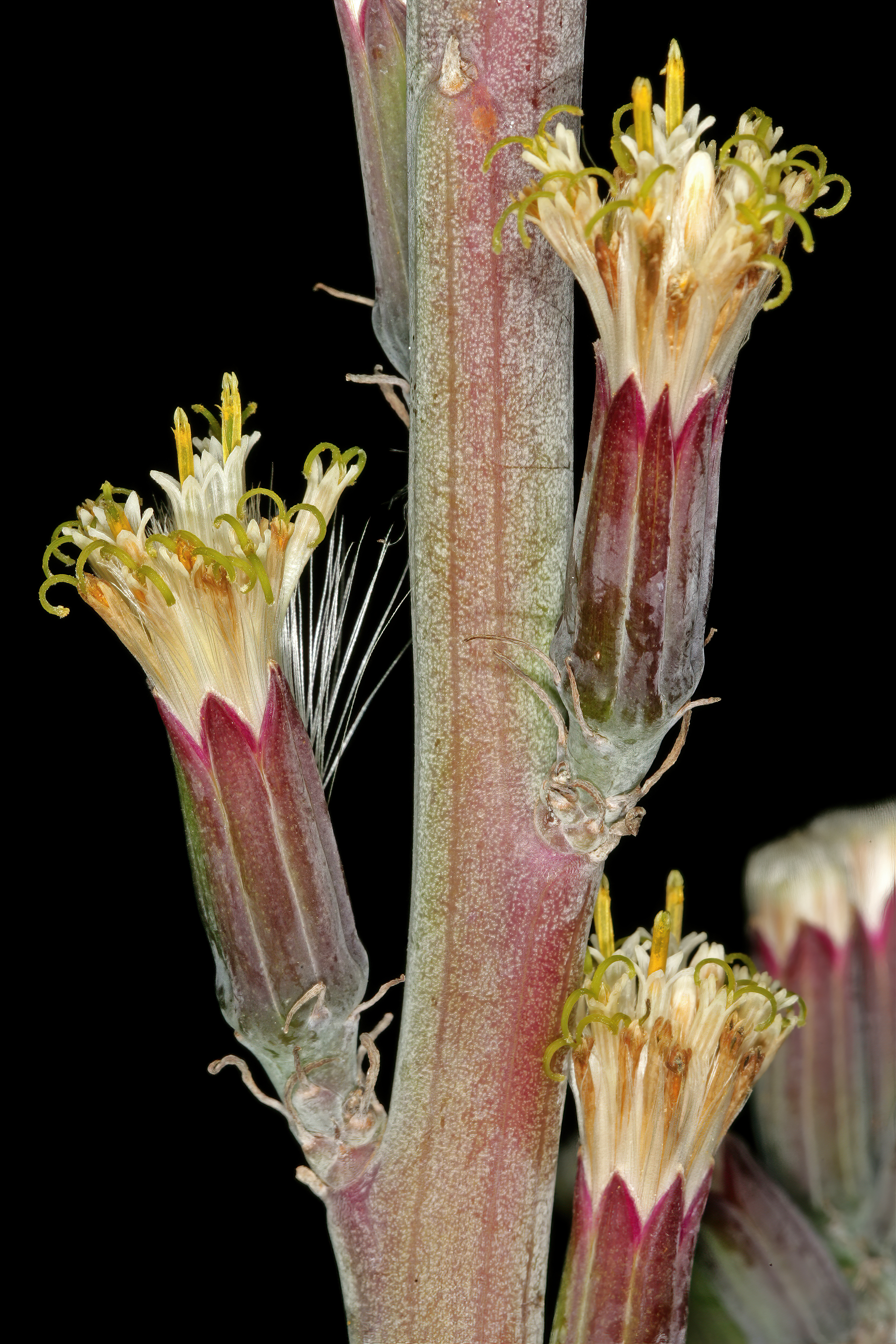
Kleinia longiflora

## M
- Kleinia madagascariensis (Humbert) P.Halliday
- Kleinia mccoyi  L.E.Newton
- Kleinia mweroensis (Baker) C.Jeffrey

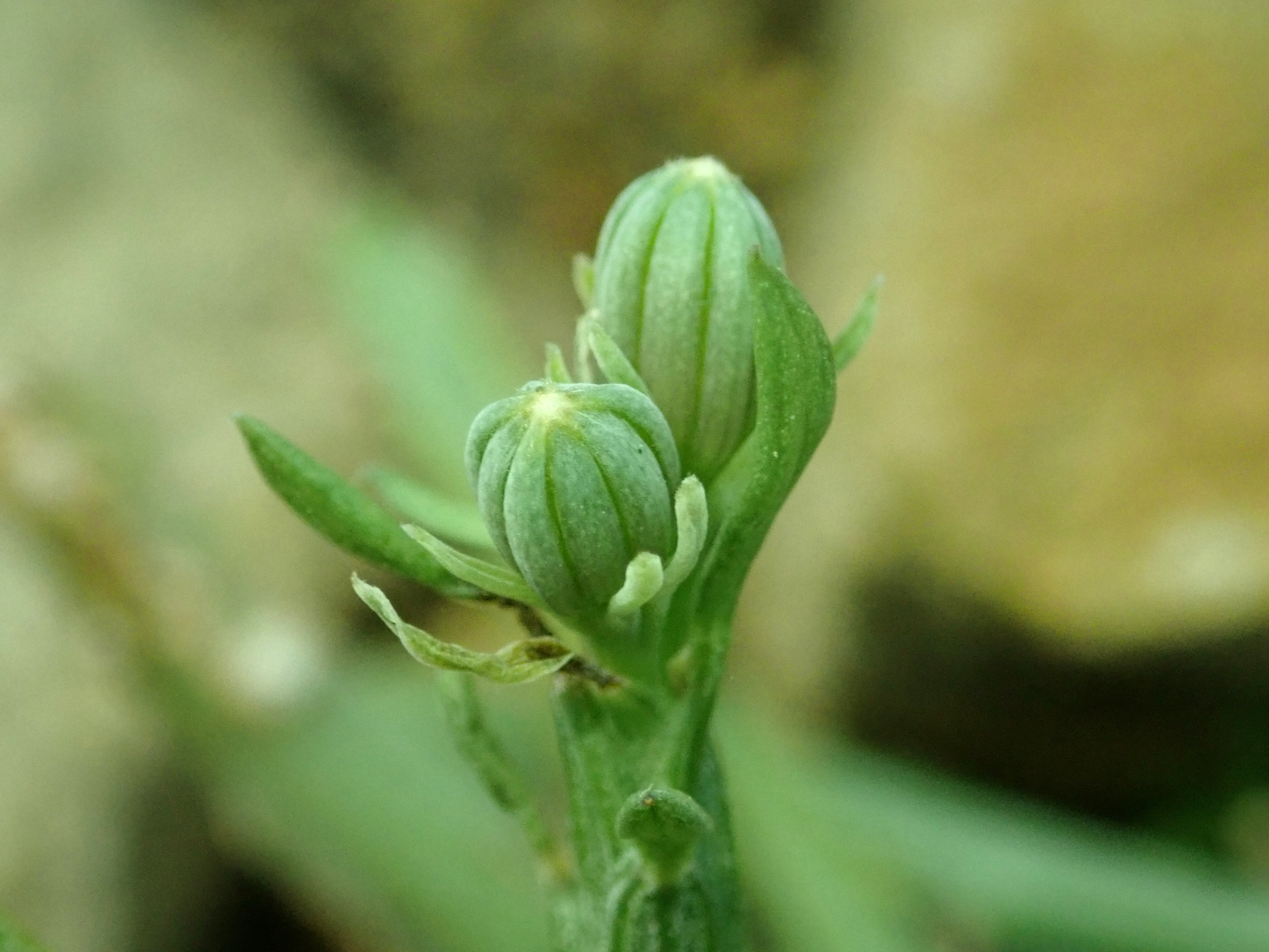
Kleinia madagascariensis

## N
- Kleinia negrii  Cufod.
- Kleinia neriifolia  Haw.
- Kleinia nogalensis (Chiov.) Thulin

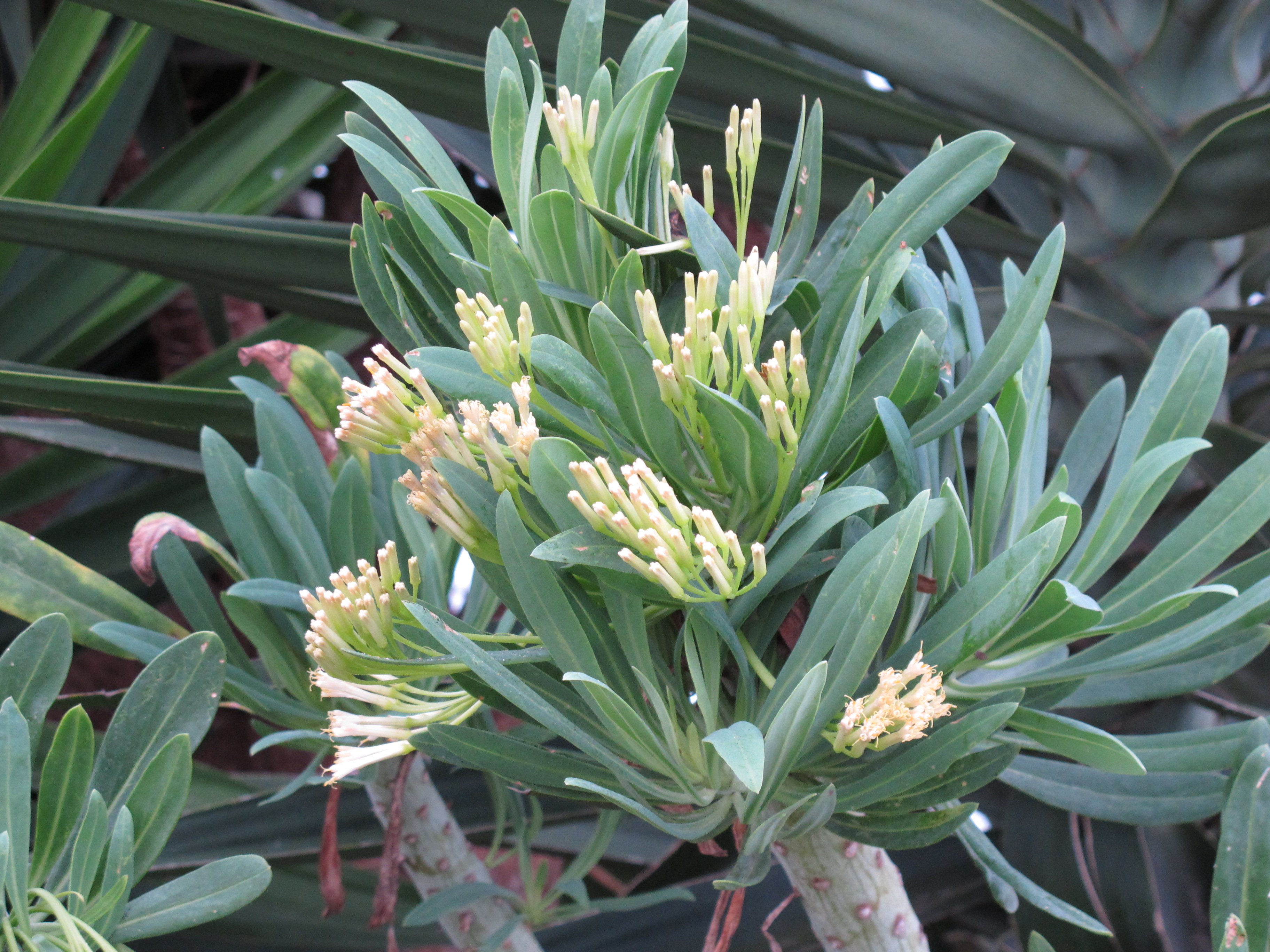
Kleinia neriifolia

## O
- Kleinia odora (Forssk.) DC.
- Kleinia ogadensis  Thulin
- Kleinia oligondonta  C.Jeffrey

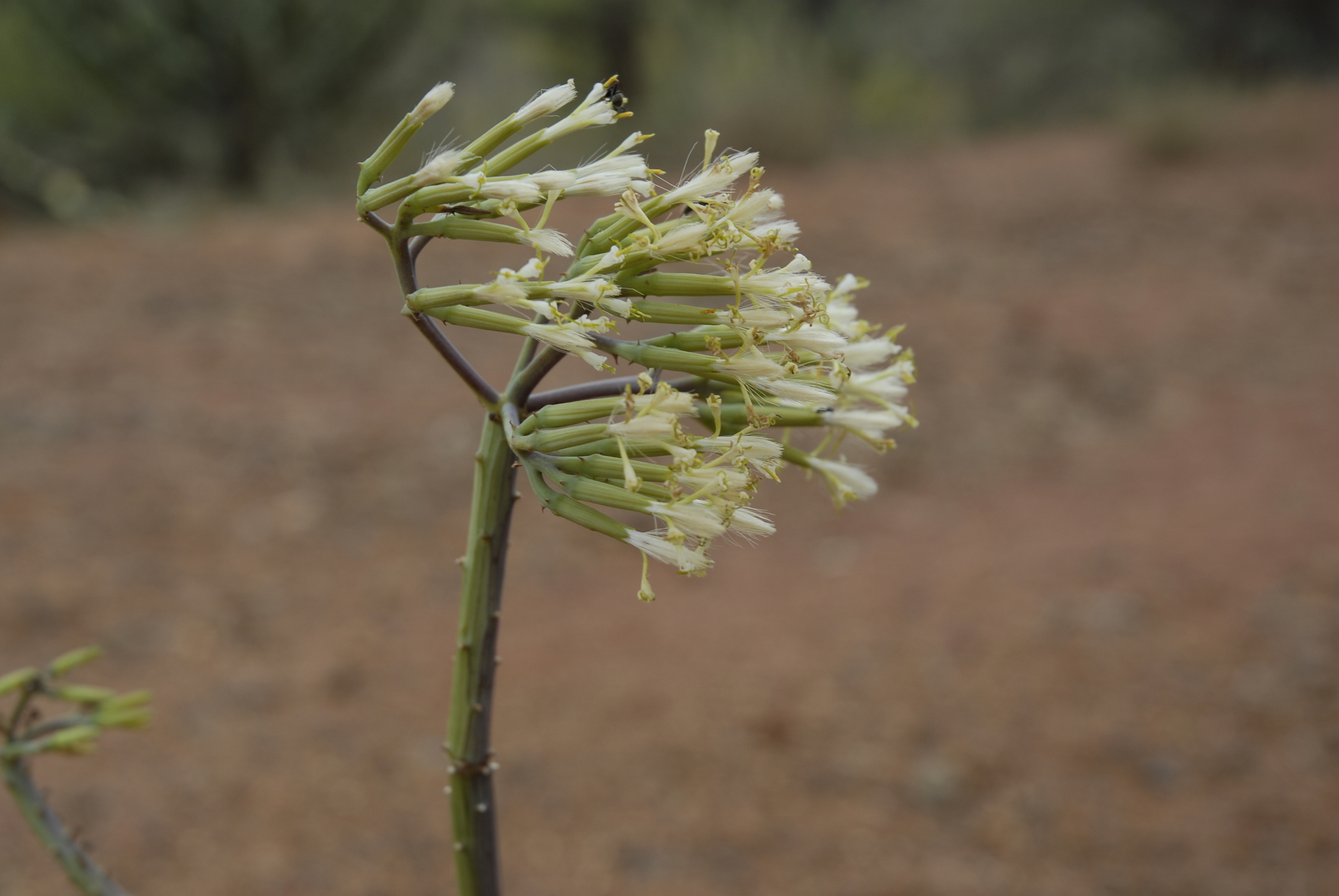
Kleinia odora

## P
- Kleinia patriciae  C.Jeffrey
- Kleinia pendula  DC.
- Kleinia petraea (R.E.Fr.) C.Jeffrey
- Kleinia picticaulis (P.R.O.Bally) C.Jeffrey
- Kleinia polycotoma  Chiov.

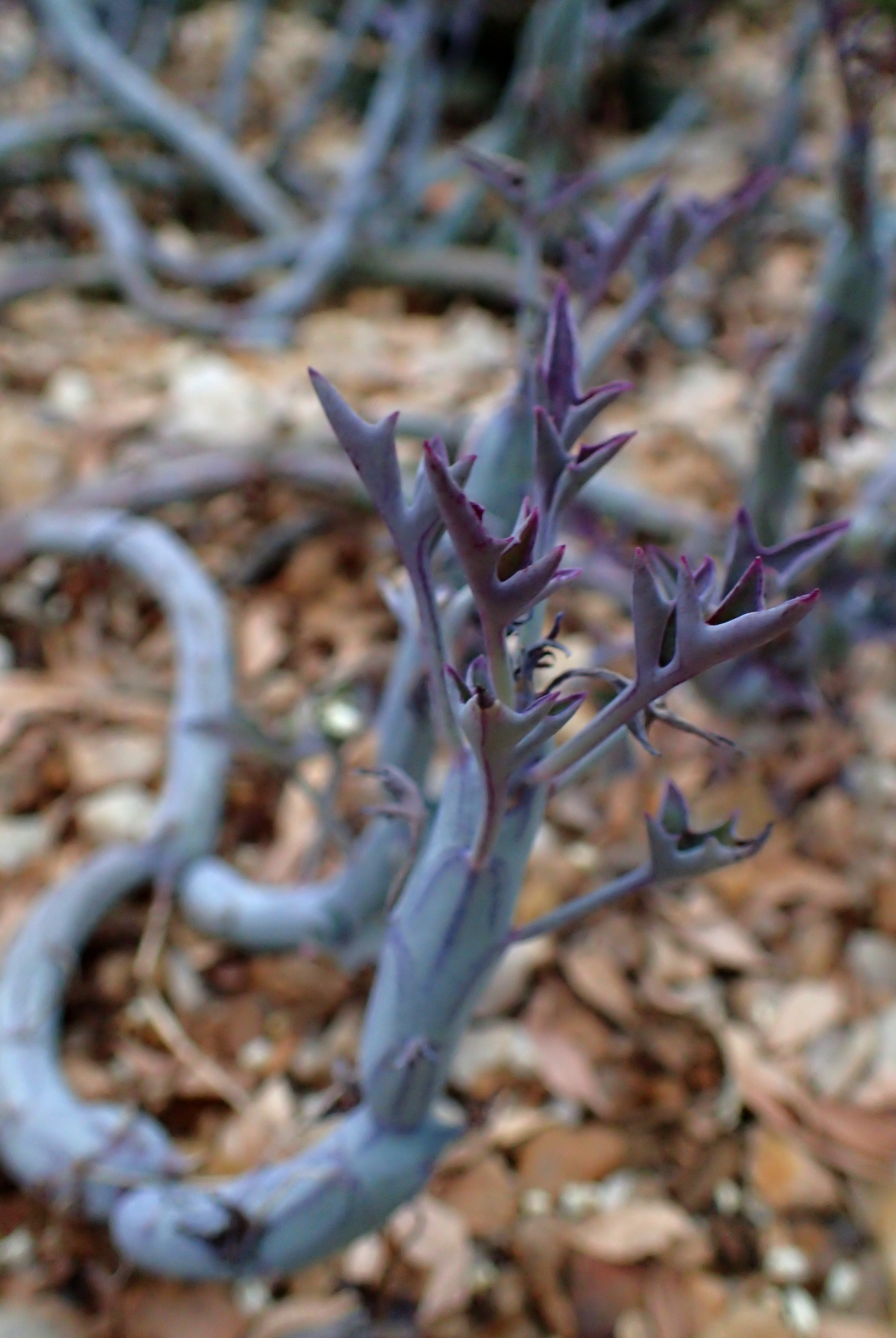
Kleinia pendula
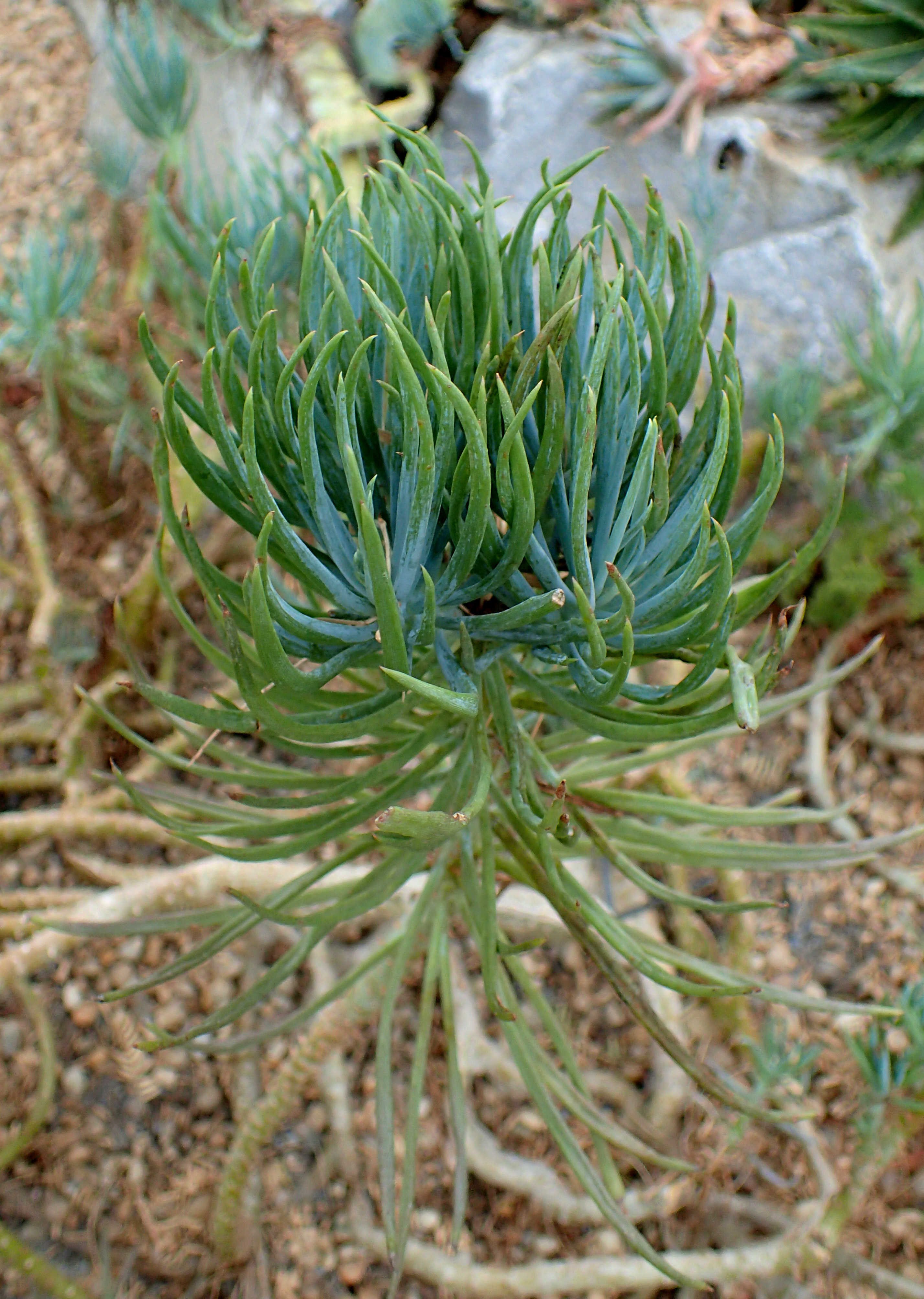
Kleinia petrea

## S
- Kleinia sabulosa  Thulin
- Kleinia saginata  P.Halliday
- Kleinia schwartzii  L.E.Newton
- Kleinia schweinfurthii (Oliv. & Hiern) A.Berger
- Kleinia scottii (Balf.f.) P.Halliday
- Kleinia semperviva (Forssk.) DC.
- Kleinia shevaroyensis (Fyson) Uniyal
- Kleinia squarrosa  Cufod.
- Kleinia stapeliiformis  Stapf
- Kleinia subrahmanianii  Sunil & Naveen Kum.

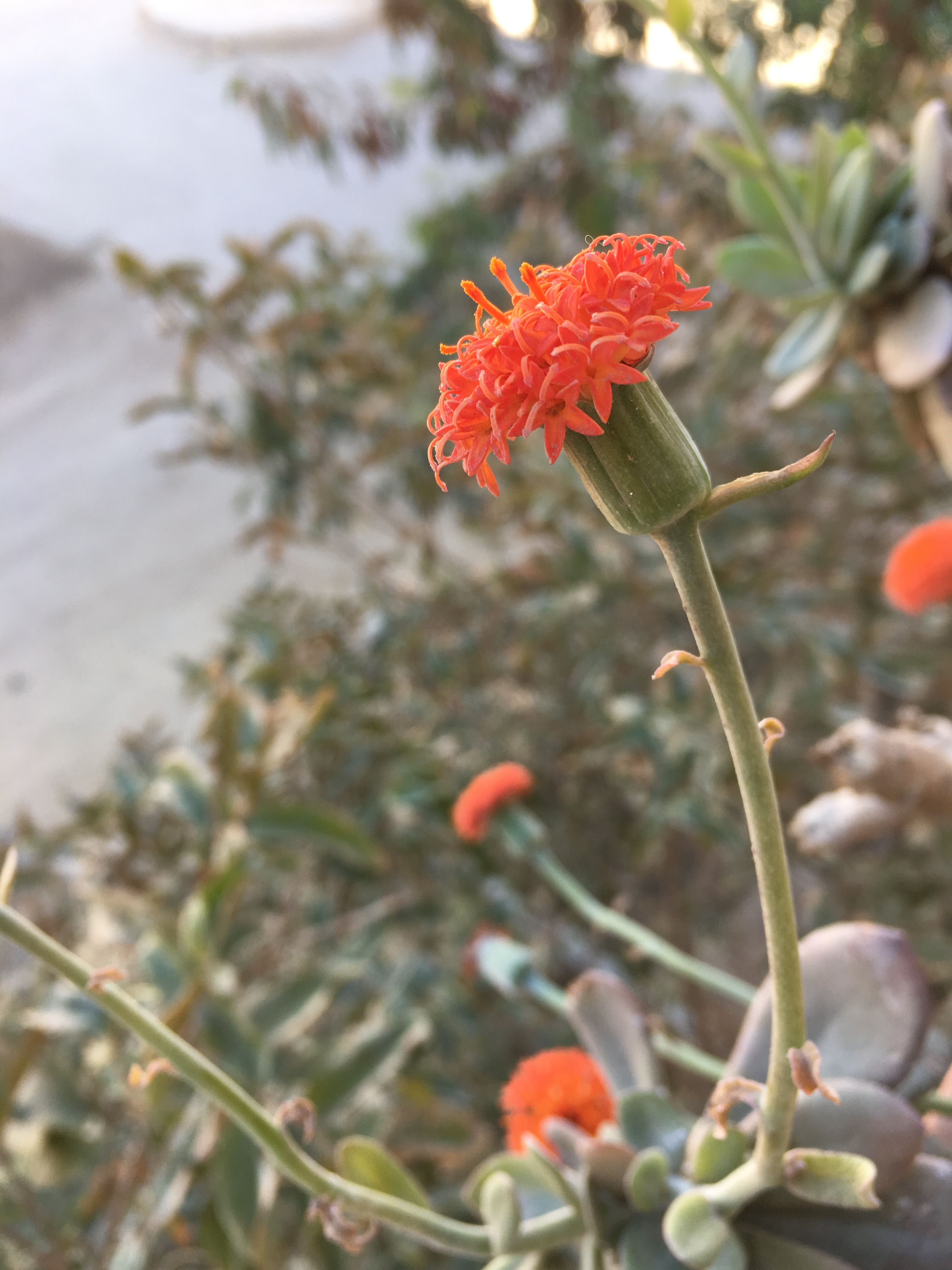
Kleinia semperviva
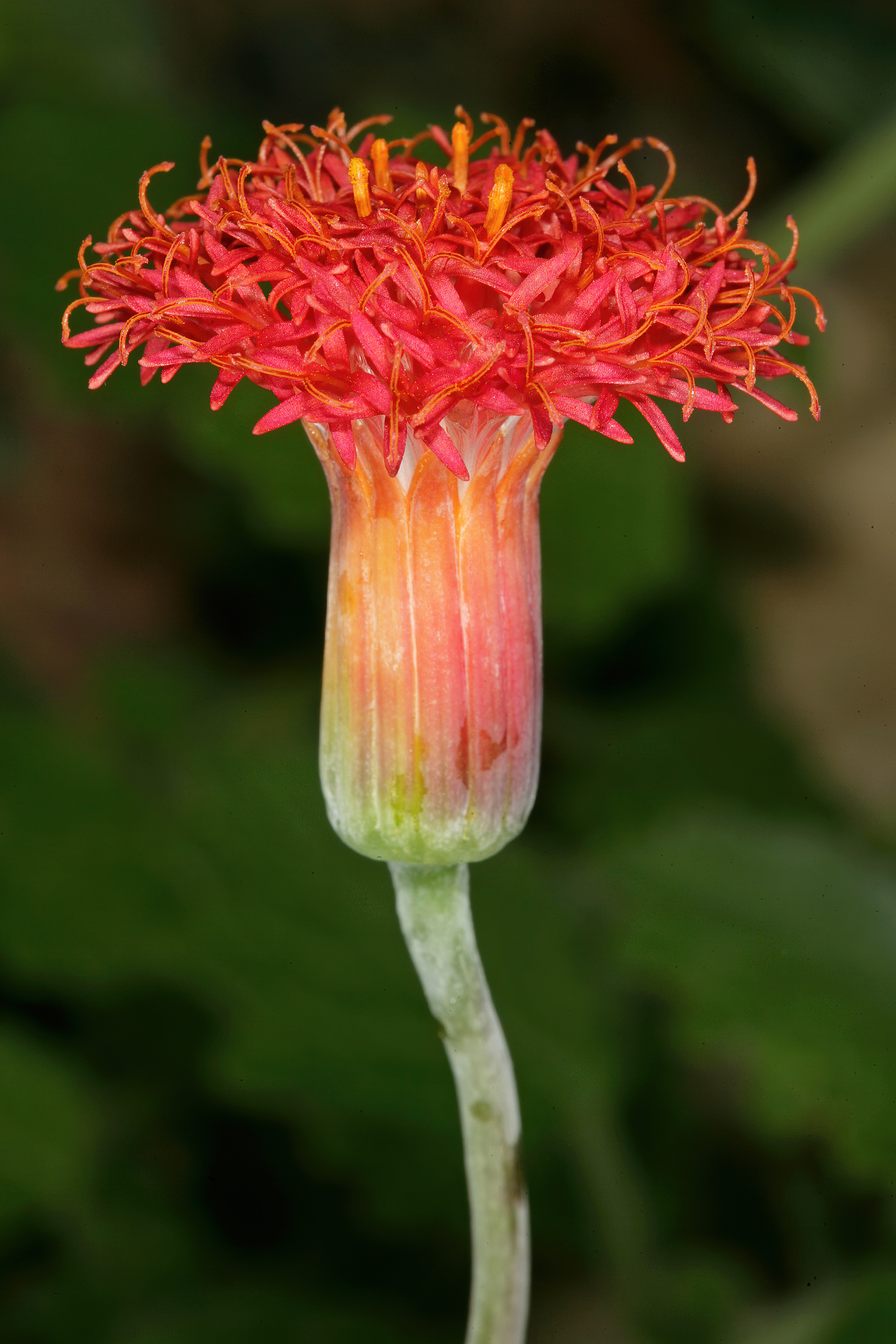
Kleinia stapeliiformis

## T
- Kleinia tortuosa  Thulin
- Kleinia triantha  Chiov.
- Kleinia tuberculata  Thulin

## V - W
- Kleinia venteri van Jaarsv.
- Kleinia vermicularis C.Jeffrey
- Kleinia walkeri (Wight) M.R.Almeida